# Àlex Crivillé
Àlex Crivillé (Barcelona, 1970. március 14. –) spanyol motorversenyző, a MotoGP 125 és 500 köbcentiméteres géposztályának egy-egyszeres világbajnoka.

## Karrierje

### A MotoGP előtt
Crivillé karrierjét 14 évesen kezdte, ám ekkor még nem indulhatott versenyeken, a korhatár ugyanis 15 év volt. 1985-ben, mikor betöltötte ezt a kort, megnyert egy hazai sorozatot, melyet 75 köbcentiméteres motorokkal rendeztek.
Nemzetközi karrierjét a ma már nem létező 80 köbcentis géposztályban kezdte. 1988-ban, mikor már párhuzamosan a nyolcadliteresek között is versenyzett, második helyezést ért el. 1989-ben a 125-ösök között sem talált legyőzőre.
1990-ben felkerült a 250 köbcentiméteres géposztályba, Giacomo Agostini csapatához. 1991-ben visszatért a JJ Cobas csapatához. Az itt töltött 2 év alatt egy futamot sem tudott nyerni, legjobb összetettbeli helyezése egy 11. hely volt.

### MotoGP
1992-re ennek ellenére felkerült a királykategóriába, ahol első szezonjában rögtön megszerezte első győzelmét, összetettben pedig nyolcadik lett. 1993-ban megismételte ezt a teljesítményét. Ezt követően már a gyári Honda csapatánál versenyzett, Doohan csapattársaként. 1994-ben hatodik, a következő évben már negyedik, 1996-ban pedig már második lett. Ezt követően begyűjtött még egy negyedik és egy harmadik helyet.
1999-ben, Doohan, karrierje végét jelentő esése után megnyílt az út előtte. A szezon során hat győzelmet aratott, köztük a 100. futamán is győzni tudott. A következő 2 évben a gyenge motor miatt csak a kilencedik, illetve a nyolcadik helyen végzett, ezért a Repsol Honda kirúgta őt. Sokáig úgy nézett ki, 2002-ben is versenyezhet, ám végül mégsem kellett a Pramac Racingnek, és ekkor úgy döntött, visszavonul.

## Statisztika[5]
| Szezon   | Géposztály | Motor              | Csapat    | Versenyek | Győzelmek | Dobogó | Pole pozíció | LKör | Pont | Helyezés |
| -------- | ---------- | ------------------ | --------- | --------- | --------- | ------ | ------------ | ---- | ---- | -------- |
| 1987     | 80 cm³     | Derbi              |           | 3         | 0         | 1      | 0            | 0    | 12   | 11.      |
| 1988     | 80 cm³     | Derbi              |           | 7         | 0         | 5      | 0            | 1    | 90   | 2.       |
| 1988     | 125 cm³    | Hummel Motorsports |           | 4         | 0         | 0      | 0            | 0    | 7    | 31.      |
| 1989     | 125 cm³    | JJ Cobas           |           | 11        | 5         | 9      | 3            | 4    | 166  | 1.       |
| 1990     | 250 cm³    | Yamaha TZR250      |           | 14        | 0         | 0      | 0            | 0    | 76   | 11.      |
| 1991     | 250 cm³    | JJ Cobas           |           | 15        | 0         | 0      | 0            | 0    | 51   | 13.      |
| 1992     | 500 cm³    | Honda NSR500       | Sito Pons | 13        | 1         | 2      | 0            | 0    | 59   | 8.       |
| 1993     | 500 cm³    | Honda NSR500       | Sito Pons | 14        | 0         | 2      | 0            | 0    | 117  | 8.       |
| 1994     | 500 cm³    | Honda NSR500       | Honda-HRC | 13        | 0         | 3      | 0            | 0    | 144  | 6.       |
| 1995     | 500 cm³    | Honda NSR500       | Honda-HRC | 13        | 1         | 6      | 1            | 1    | 166  | 4.       |
| 1996     | 500 cm³    | Honda NSR500       | Honda-HRC | 15        | 2         | 11     | 5            | 6    | 245  | 2.       |
| 1997     | 500 cm³    | Honda NSR500       | Honda-HRC | 10        | 2         | 6      | 0            | 1    | 172  | 4.       |
| 1998     | 500 cm³    | Honda NSR500       | Honda-HRC | 14        | 2         | 7      | 1            | 3    | 198  | 3.       |
| 1999     | 500 cm³    | Honda NSR500       | Honda-HRC | 16        | 6         | 10     | 2            | 2    | 267  | 1.       |
| 2000     | 500 cm³    | Honda NSR500       | Honda-HRC | 16        | 1         | 2      | 0            | 1    | 122  | 9.       |
| 2001     | 500 cm³    | Honda NSR500       | Honda-HRC | 15        | 0         | 2      | 0            | 0    | 120  | 8th      |
| Összesen |            |                    |           | 193       | 20        | 66     | 12           | 20   | 2012 |          |

## Külső hivatkozások
- Crash.net profil
- Interjú a világbajnoki címet követően